# Crambus bigelovi
Crambus bigelovi là một loài bướm đêm trong họ Crambidae.